# Mecklenburgi Lujza porosz királyné
Lujza porosz királyné, született Lujza mecklenburg-strelitzi hercegnő (Hannover, 1776. március 18. – Hohenzieritz, 1810. július 19.) porosz királyné, III. Frigyes Vilmos porosz király felesége.

## Származása
Lujza hercegnő II. Károly mecklenburg–strelitzi nagyherceg (1741–1816) és Friderika Karolina Lujza hessen-darmstadti hercegnő (1752–1782) tíz gyermeke között a negyedik leány volt. 

## Élete

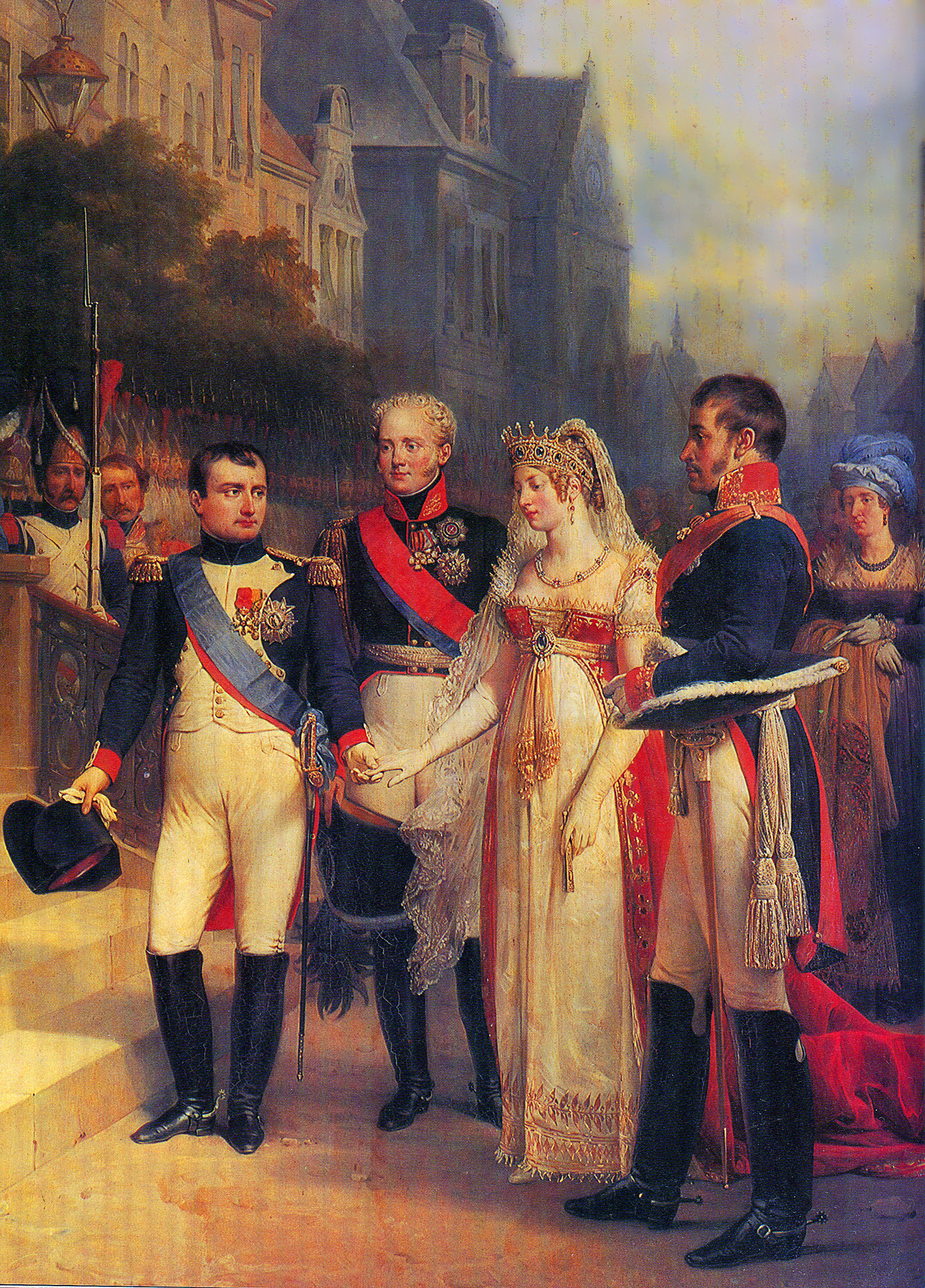
Tilsit 1807: Napoleon, I. Sándor orosz cár, Lujza és III. Frigyes Vilmos (Nicolas Gosse festménye).

Lujza az életének első éveit Hannoverban töltötte, ahol az apja  a Hannoveri Választófejedelemség kormányzója volt. 
1786-ban Terézia és Friderika testvéreivel Darmstadtba költözött, Mária Lujza Albertina hessen-darmstadti tartománygrófné udvarához, mert Károly herceg megint özvegy lett.
Egész korát mint királyné meghatározták a napóleoni háborúk. A jénai csata után, miután  Berlin Napóleon kezébe került, Lujza a gyerekeivel  és Hufeland orvossal a kelet-poroszországi Memelbe menekült. 
A tilsiti béke után III. Frigyes Vilmos a Porosz Királyságot Königsbergből uralta. 
Az ötödik koalíciós háború után 1809. december 23-án a királyi család visszatért Berlinbe.
1810 nyarán apjához Neustrelitzbe, majd Hohenzieritzba utazott, ahol elhunyt.

## Házassága
1793. december 24-én-ban a berlini királyi palotában Lujza hercegnő feleségül ment Frigyes Vilmos porosz királyi herceghez, a porosz trón örököséhez, II. Frigyes Vilmos porosz király és Friderika Lujza hessen–darmstadti hercegnő legidősebb gyermekéhez.

## Gyermekei

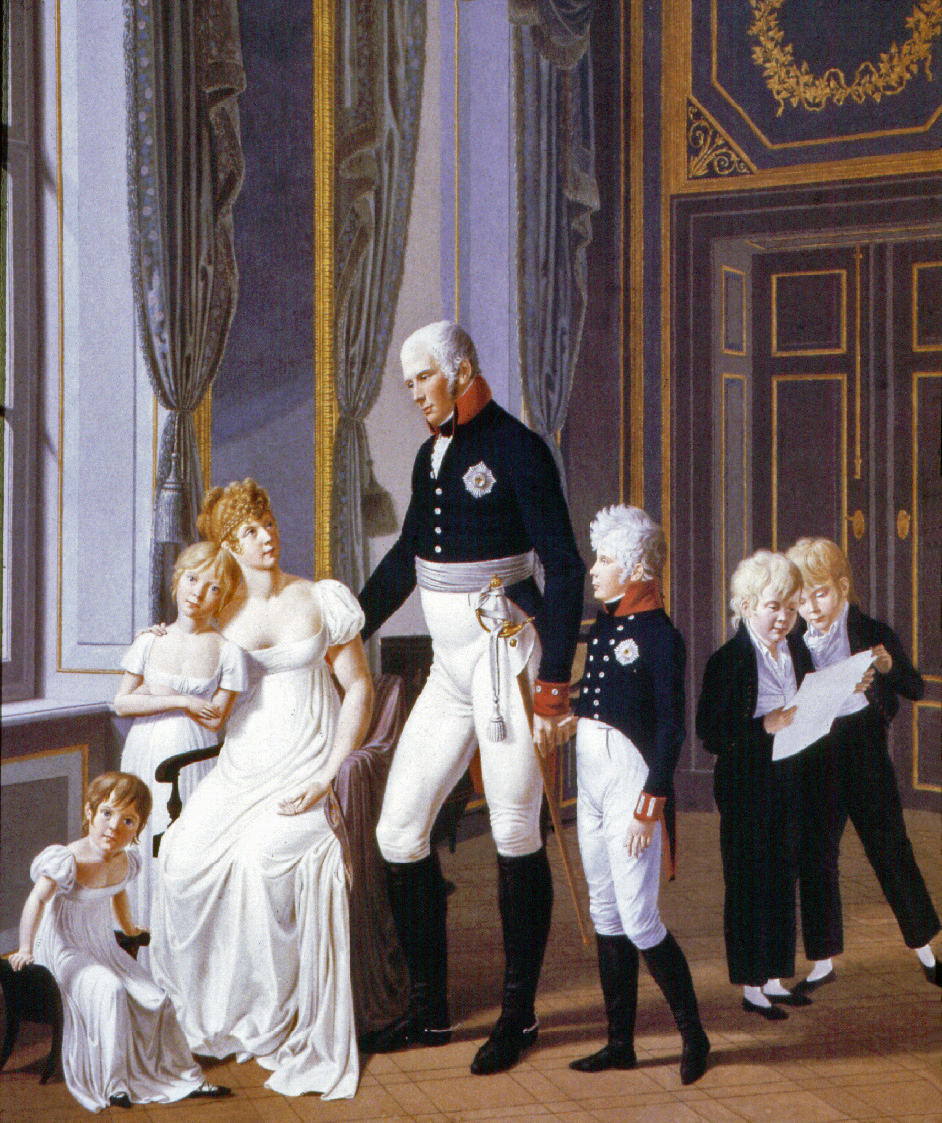
A királyi család 1806-ban

Tíz gyermekük született, heten érték meg a felnőttkort:
- Egy halva született leány (*/† 1794)
- Frigyes Vilmos (1795–1861), 1840-től IV. Frigyes Vilmos király, aki 1823-ban Erzsébet Ludovika bajor királyi hercegnőt (1801–1873) vette feleségül.
- Vilmos Frigyes Lajos (1797–1888), 1861-től I. Vilmos porosz király, 1871-től német császár, aki 1829-ben Auguszta szász–weimar–eisenachi hercegnőt (1811–1890) vette feleségül.
- Sarolta Friderika Lujza (1798–1860), aki 1817-ben Alekszandra Fjodorovna néven I. Miklós orosz cár felesége lett.
- Friderika (1799–1800), kisgyermekként meghalt.
- Károly porosz királyi herceg (1801–1883), aki 1827-ben Mária szász–weimar–eisenachi hercegnőt (1808–1877) vette feleségül.
- Alexandrina (1803–1892), 1822-től Pál Frigyes mecklenburg–schwerini nagyherceg felesége.
- Ferdinánd (1804–1806), kisgyermekként meghalt.
- Lujza (1808–1870), aki 1825-ben Frigyes holland királyi herceg (1797–1881) felesége lett.
- Albert (1809–1872), aki 1830-ban sógornőjét, Marianna holland királyi hercegnőt (1810–1883), Frigyes holland királyi herceg húgát, majd (válása után) 1853-ban Rosalie von Rauch kisasszonyt (1820–1879) vette feleségül.

## Külső hivatkozások
- Königin-Luise von Preußen auf der offiziellen Website des Hauses Hohenzollern
- Patricia Drewes: Königin Luise von Preußen – Geschichte im Spiegel des Mythos in der Digitalen Bibliothek der Friedrich Ebert Stiftung Archiválva 2011. augusztus 13-i dátummal a Wayback Machine-ben
- Königin Luise von Preussen – Hans Dieter Mueller